# 시리아 공군

시리아 공군(Syrian Air Force, SyAF 또는 SAF), 공식적으로 시리아 아랍 공군(Syrian Arab Air Force, SyAAF 또는 SAAF, 아랍어: الْقُوَّاتُ الْجَوِّيَّةُ الْعَرَبِيَّةُ السُّورِيَّةُ, 로마자 표기: al-Quwwāt al-Jawwīyah al-ʿArabīyah as-Sūrīyah)는 시리아군의 공군 부서이다. 1948년에 설립되었다. 지상 기반 방공 시스템은 공군과 육군에서 분리된 시리아 아랍 방공군(Syrian Arab Air Defense Force)으로 분류된다.